# Dajr Atíja
Dajr Atíja ( arabsky : ديرعطية , výslovnost: dejr atýja, lokálně též: Dhaeaa الضيعة , "deajá") je město v Sýrii nacházející se mezi pohořím Kalamun a Antilibanon 88 km severovýchodně od hlavního města Damašku na cestě do města Homs. Současná populace se odhaduje na 29 254 obyvatel.[kdy?]
Díky poloze v nadmořské výšce 1 250 m n. m. není místní klima v létě tak horké, naopak v zimě sníh a mráz není nic výjimečného. Kvůli nepříznivým srážkovým podmínkám, které se podobají pouštním oblastem, zde úhrn ročních srážek nepřekračuje 125 mm, takže není okolní vyprahlá půda schopna poskytnout příznivé životní podmínky. Tato skutečnost přinutila mnoho místních obyvatel cestovat nebo emigrovat za prací ať již východním či západním směrem. Mnoho z místních odjelo do Ameriky (USA, Brazílie) počátkem 20. let 20. století, později potom s nástupem rozmachu těžby ropy do zemí Arabského zálivu, jindy dokonce do východní Asie.

## Zemědělství
Místní rolníci pěstují hroznové víno, meruňky, třešně, fíky a jiné ovoce.
Dajr Atíja těží z výskytu podzemní vody nashromážděné v přilehlém údolí. Ve městě je k vidění množství větrných kol, jejichž energie je využívána k čerpání podzemní vody. Původ větrných kol není znám, ale tato technologie se zde užívá více než sto let. Množství podzemních vodovodů lze též nalézt nedaleko Dajr Atíji v Jabrúdu.

## Kultura
V Dajr Atíji je muzeum, sportovní a kulturní centrum. V roce 2003 zde byla otevřena první soukromá univerzita.
Struktura místního obyvatelstva je podobná jako v celé Sýrii. Primárně sestává z muslimů a poměrně hojně jsou též zastoupeni křesťané. Není neobvyklé, že mezi jednotlivými rodinami rozdílných vyznání vznikají příbuzenské svazky.
Místní lidé s oblibou pijí horký čaj z cesmíny paraguayské (Ilex paraguariensis) zvaný zelený maté. Přivezli jej sem místní po návratu z emigrace v Jižní Americe. Pozvání na čaj je typickým projevem místní pohostinnosti a neznamená jenom posezení při čaji, nýbrž pozvání na oběd se vším všudy.

## Historie
Historikové spojují název města s římským vojevůdcem jménem Theodorus Paulus, jehož jméno Theodoros v překladu z řečtiny znamená dar boží (arabsky:عطاء الله, výslovnost: [atá_ulláh]). Toto jméno bylo předáváno z generace na generaci po tisíce let až do současnosti.